# Paris-Roubaix 2012
Paris-Roubaix 2012 a fost a 110-a ediție a Paris-Roubaix, o cursă clasică de ciclism de o zi din Franța. Evenimentul a avut loc pe 8 aprilie 2012 și s-a desfășurat pe o distanță de 257,5 kilometri până la velodromul din Roubaix. Câștigătorul a fost Tom Boonen din Belgia de la echipa Omega Pharma–Quick-Step.

## Rezultate
| Loc | Concurent                 | Echipă                  | Timp       |
| --- | ------------------------- | ----------------------- | ---------- |
| 1   | Tom Boonen (BEL)          | Omega Pharma–Quick-Step | 5h 55' 22" |
| 2   | Sébastien Turgot (FRA)    | Team Europcar           | + 1' 39"   |
| 3   | Alessandro Ballan (ITA)   | BMC Racing Team         | + 1' 39"   |
| 4   | Juan Antonio Flecha (ESP) | Team Sky                | + 1' 39"   |
| 5   | Niki Terpstra (NED)       | Omega Pharma–Quick-Step | + 1' 39"   |
| 6   | Lars Boom (NED)           | Rabobank                | + 1' 43"   |
| 7   | Matteo Tosatto (ITA)      | Team Saxo Bank          | + 3' 31"   |
| 8   | Mathew Hayman (AUS)       | Team Sky                | + 3' 31"   |
| 9   | Johan Vansummeren (BEL)   | Garmin–Barracuda        | + 3' 31"   |
| 10  | Maarten Wynants (BEL)     | Rabobank                | + 3' 31"   |